# Ferrovia Sassari-Alghero
La ferrovia Sassari – Alghero è una linea ferroviaria locale a scartamento ridotto attiva in Sardegna. Realizzata negli anni ottanta dell'Ottocento, collega da allora i due centri più popolosi del nord-ovest dell'isola.

## Storia

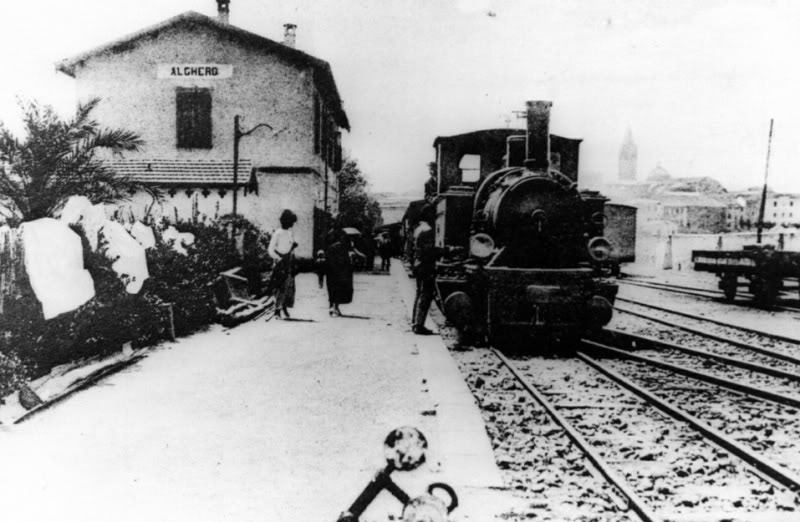
Treno in sosta nell'ottocentesca stazione di Alghero negli anni venti del Novecento

La Sassari-Alghero nasce nell'ultima parte dell'Ottocento ad opera della Società italiana per le Strade Ferrate Secondarie della Sardegna, col fine di collegare Alghero al capoluogo turritano e alla rete ferroviaria delle Ferrovie Reali Sarde. La linea venne costruita a scartamento ridotto (950 mm) e a binario unico (che non verrà in seguito mai elettrificato), come indicato nella concessione con cui il governo permetteva la costruzione delle prime ferrovie della rete secondaria isolana. Progettata dall'ingegnere Alfredo Cottrau, la Sassari-Alghero venne aperta al pubblico il 1º aprile 1889.
Nel 1921 alla SFSS subentrarono le Ferrovie Complementari della Sardegna, le quali nel 1933 passarono sotto il controllo azionario delle neonate Strade Ferrate Sarde, che avevano rilevato le altre due linee a scartamento ridotto del sassarese, la Sassari-Sorso e la Sassari-Tempio-Palau: sfruttando questo legame tra le due concessionarie ferroviarie la linea passò dalle FCS alle SFS, insieme alla Monti-Tempio, nel dicembre 1941.

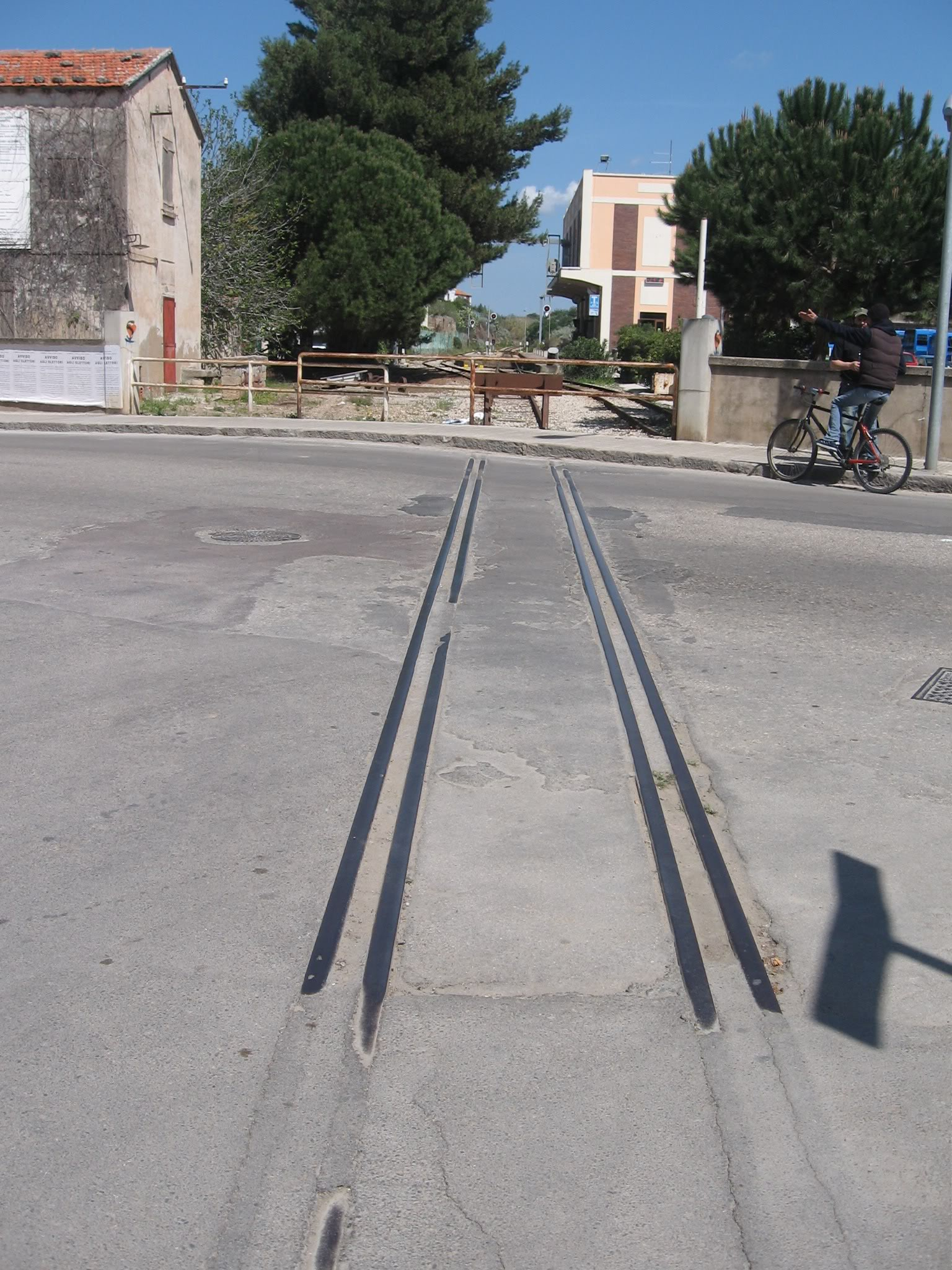
I resti dei binari in uscita dalla stazione di Alghero verso il porto dopo la chiusura del tratto urbano algherese della ferrovia nel 1988

Nel dopoguerra la linea fu interessata a lavori di sistemazione dell'armamento (col passaggio da rotaie da 27 kg/m a 36 kg/m) e vennero realizzate tre varianti al percorso, per complessivi 3310 metri di nuovo tracciato; tali interventi, a cui ne vanno sommati altri di rinforzo dei ponti e di aggiornamento dei sistemi di comunicazione tra gli impianti, furono effettuati tra il 1957 e il 1963.
Nello stesso periodo la ferrovia fu dotata di un nuovo parco treni a trazione diesel, che man mano sostituì il vecchio materiale motore a vapore: il passaggio di consegne tra i due sistemi ebbe inizio il 12 maggio 1958 con il viaggio inaugurale sulla linea delle automotrici ADm che nei mesi successivi le SFS avrebbero introdotto anche nelle altre linee gestite dall'azienda. Gli interventi a linea e rotabili ebbero come risultato il quintuplicarsi dell'utenza nel giro di sei anni.
Una nuova modifica al tracciato della ferrovia, lunga in origine 34,2 km, si ebbe nel 1988, quando il 5 aprile fu chiuso e in seguito smantellato il tratto tra Sant'Agostino e l'originaria stazione di Alghero (le cui strutture erano in gran parte state demolite già nel 1981). La decisione fu presa per via dei rallentamenti che il transito dei treni nel centro cittadino causavano al traffico automobilistico oltre all'ostacolo che gli impianti ferroviari nel porto causavano allo sviluppo turistico. Tuttavia lo spostamento del capolinea dal centro alla periferia algherese ebbe ripercussioni negative sul numero di utilizzatori della ferrovia.

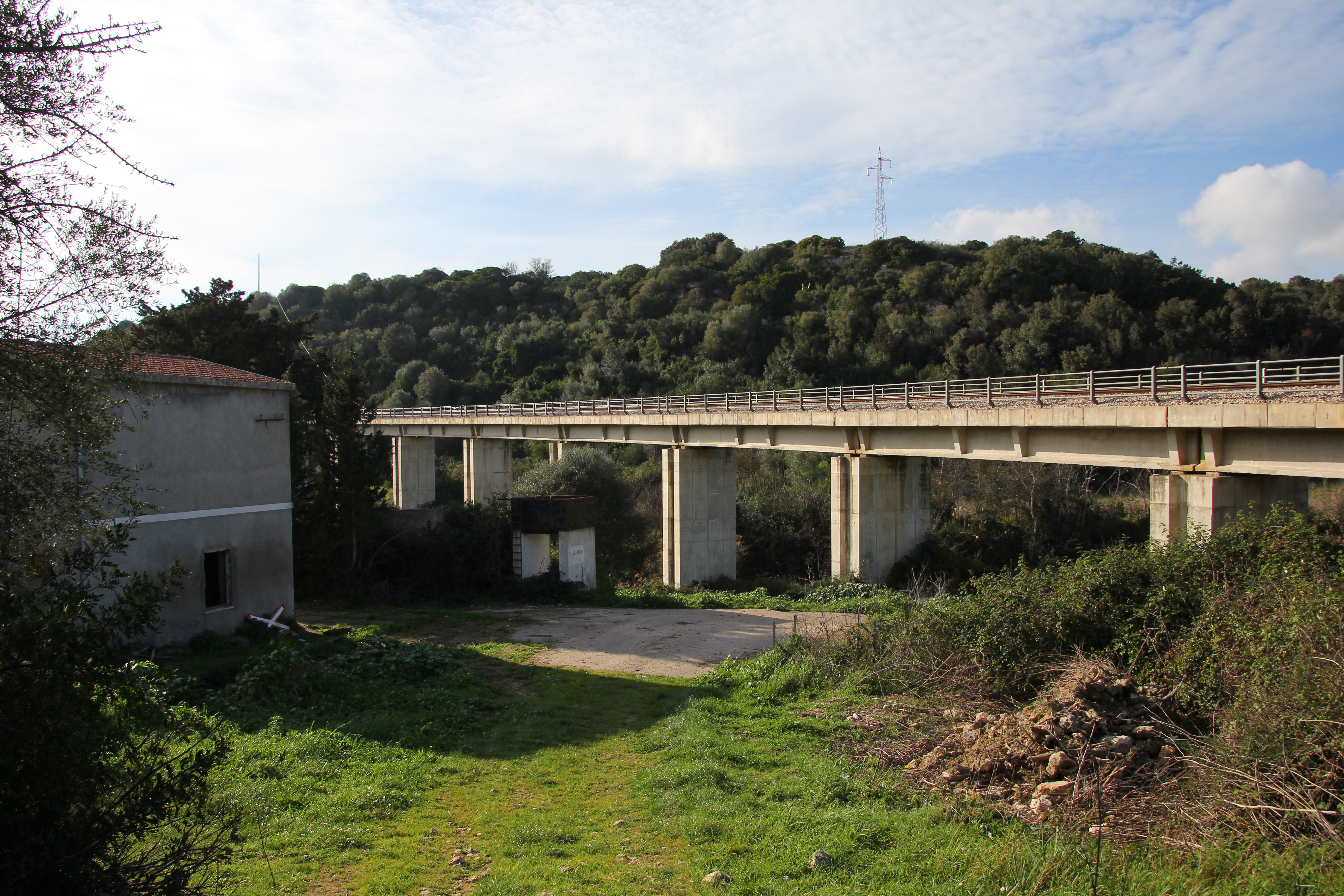
L'originaria stazione di San Giorgio (a sinistra), poi surclassata da una delle varianti realizzate a metà anni novanta (passante sul viadotto a destra)

Nel 1989 la linea passò alla gestione governativa delle Ferrovie della Sardegna (dal 2008 ARST Gestione FdS): sotto questa amministrazione negli anni novanta furono effettuate importanti modifiche al tracciato, con la realizzazione di nuove varianti tra la fermata di Molafà e Olmedo per velocizzare le relazioni ed eliminare alcuni tratti tortuosi. L'inaugurazione del nuovo tracciato della linea avvenne il 17 dicembre 1996, e la lunghezza della ferrovia si ridusse a 30 km. Sempre risalente a quel periodo è l'installazione del sistema ACEI-CTC per la gestione del movimento sulla ferrovia dalla stazione di Sassari.
La gestione della linea è passata nel 2010 all'ARST, dopo che questa ha inglobato la vecchia ARST Gestione FdS. Sempre nel 2010 la linea è stata rinnovata, con la sostituzione di lunghi tratti di binari e l'ammodernamento delle infrastrutture di servizio degli scali.

## Caratteristiche

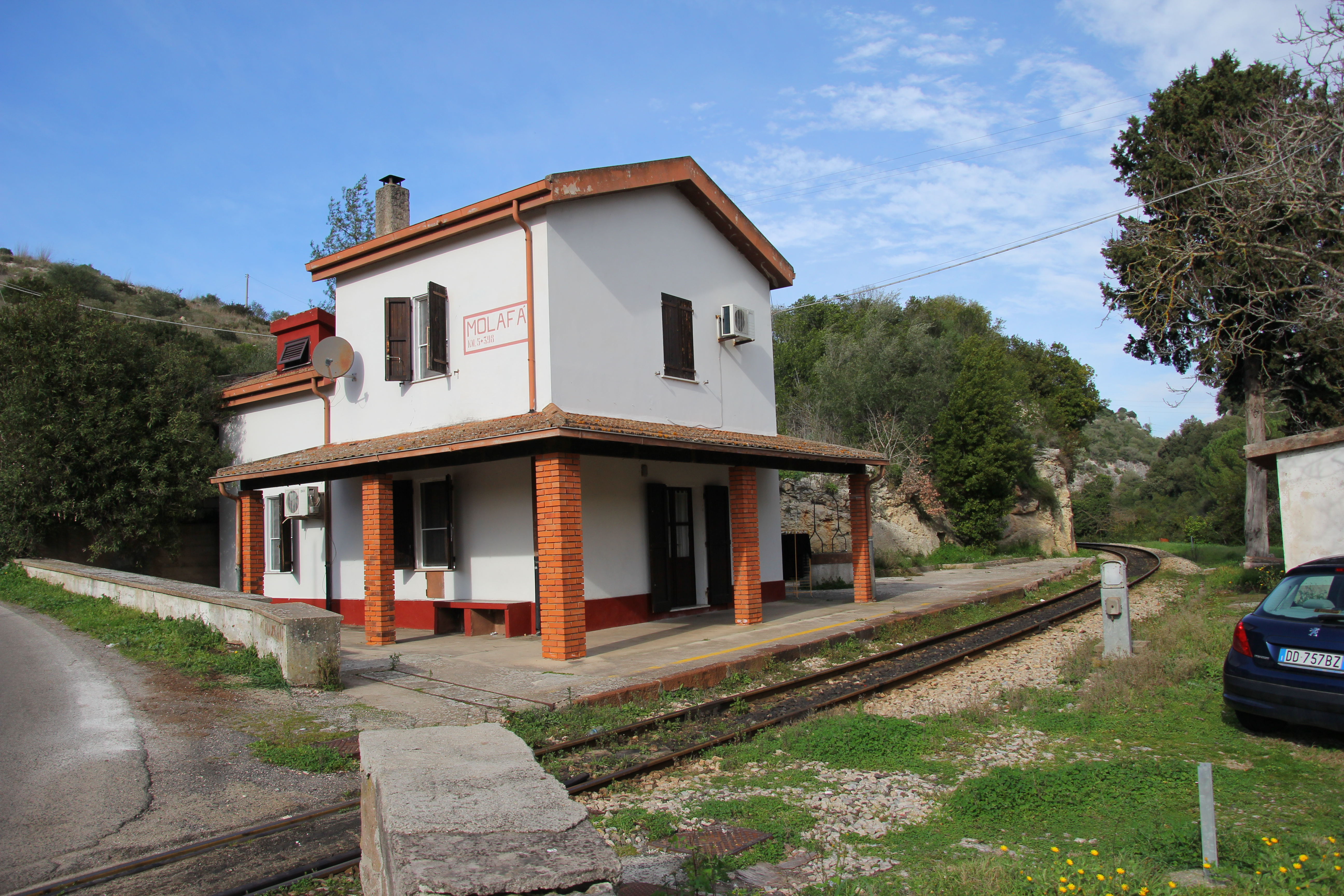
Il caratteristico scalo di Molafà, fermata in linea alla periferia di Sassari

La ferrovia consiste in circa 30 km di linea a scartamento ridotto (950 mm) interamente a semplice binario non elettrificato, collegante la stazione di Alghero con quella di Sassari, quest'ultima posta lungo la linea RFI tra Ozieri-Chilivani e Porto Torres e capolinea delle linee ARST per Sorso e per Palau, garantendo il collegamento su ferro tra le due città e l'interconnessione tra Alghero e la rete regionale del gruppo Ferrovie dello Stato Italiane. Riguardo l'infrastruttura ferroviaria, la linea è armata con rotaie Vignoles da 36 kg/m installate su traversine biblocco in cemento armato. Il peso massimo assiale consentito è di 98 kN; dal punto di vista della tortuosità del tracciato il raggio minimo delle curve è di 100 metri.
Le stazioni capolinea rappresentano anche i due estremi altimetrici, con Sassari punto più alto (176 m s.l.m.) e Alghero più basso (9 m s.l.m.), quest'ultima sino al 1988 era superata dalla dismessa stazione omonima del porto, situata a 2 m s.l.m.
Oltre ai due capolinea risultano attive per il servizio passeggeri le stazioni di Sassari Santa Maria, San Giorgio e Olmedo, attrezzate per gli incroci, oltre alle fermate di Molafà, Arcone, Mamuntanas e Punta Moro. Dal punto di vista della direzione del movimento essa è espletata localmente a Sassari e Alghero, mentre nelle stazioni intermedie è gestita in remoto dal DCO ARST di Sassari tramite apparati ACEI-CTC elettromeccanici.

### Percorso
| Unknown route-map component "CONTgq" | Unknown route-map component "dSTR+r" | Unknown route-map component "dCONTg" | Unknown route-map component "+d" |

| Unknown route-map component "dSTR" | Unknown route-map component "udSHI2l" + Unknown route-map component "dSTR" | Unknown route-map component "udSHI2+r" |

| Unknown route-map component "vBHF" | Unknown route-map component "udBHF" |

|  | Unknown route-map component "vSTR" | Unknown route-map component "udSTRl" | Unknown route-map component "uCONTfq" |

| Unknown route-map component "CONTgq" | Unknown route-map component "vSTRr-STR" | Unknown route-map component "+d" |

| Station on track |

| Unknown route-map component "CONTgq" | Unknown route-map component "KRZo" | Unknown route-map component "CONTfq" |

| Underbridge |

| Stop on track |

| Unknown route-map component "eHST" |

| Unknown route-map component "BS2+l" | Unknown route-map component "eBS2+r" |

| Unknown route-map component "BS2l" | Unknown route-map component "eBS2r" |

| Unknown route-map component "BS2+l" | Unknown route-map component "eBS2+r" |

| Unknown route-map component "BS2l" | Unknown route-map component "eBS2r" |

| Station on track |

| Unknown route-map component "eBS2+l" | Unknown route-map component "BS2+r" |

| Unknown route-map component "eBS2l" | Unknown route-map component "BS2r" |

| Unknown route-map component "BS2+l" | Unknown route-map component "eBS2+r" |

| Straight track | Unknown route-map component "exBHF" |

| Unknown route-map component "BS2l" | Unknown route-map component "eBS2r" |

| Stop on track |

| Unknown route-map component "BS2+l" | Unknown route-map component "eBS2+r" |

| Unknown route-map component "BS2l" | Unknown route-map component "eBS2r" |

| Unknown route-map component "eBS2+l" | Unknown route-map component "BS2+r" |

| Unknown route-map component "eBS2l" | Unknown route-map component "BS2r" |

| Station on track |

| Unknown route-map component "HSTeBHF" |

| Unknown route-map component "eHST" |

| Stop on track |

| Unknown route-map component "KBHFxe" |

| Unknown route-map component "exHST" |

| Unknown route-map component "exKBHFe" |

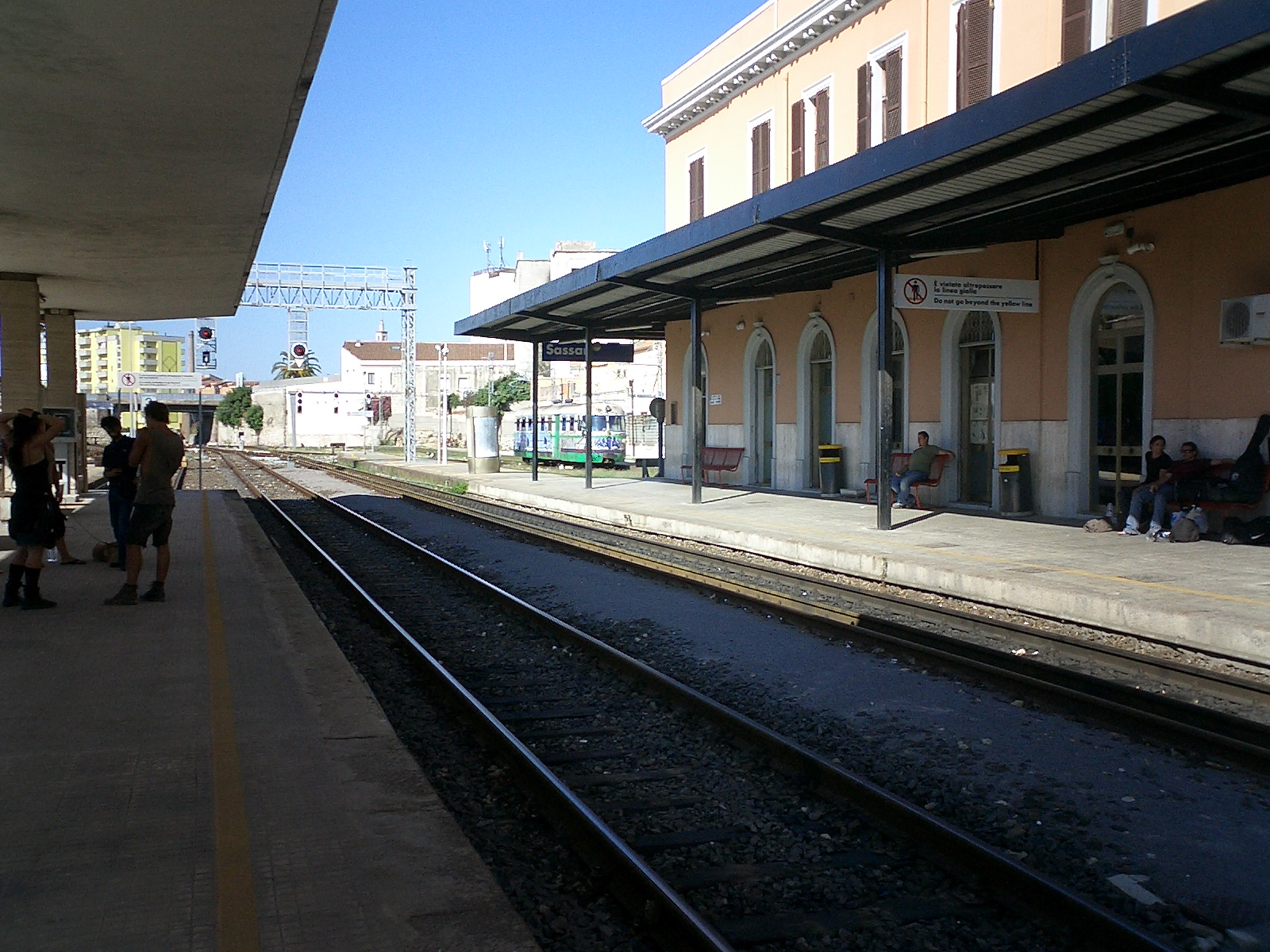
La stazione di Sassari, il cui binario uno è dedicato ai collegamenti con Alghero

Partendo dalla stazione centrale di Sassari, su cui confluiscono anche la Ozieri Chilivani-Porto Torres di RFI e le altre linee sassaresi dell'ARST, la ferrovia procede verso sud-ovest con un costante andamento altimetrico discendente nel primo tratto, raggiungendo appena prima di abbandonare l'area ferroviaria cittadina la stazione di Sassari Santa Maria, originaria sede dei depositi della linea prima del trasferimento nello scalo ex SFS di via Sicilia e primo posto di blocco intermedio. Il binario si snoda verso la periferia di Sassari per poi raggiungere passando attraverso varie trincee alcune località campestri del maggior comune del nord Sardegna, tra cui quella di Molafà, dotata di fermata, dopo aver affiancato in questo tratto la linea RFI per Chilivani.

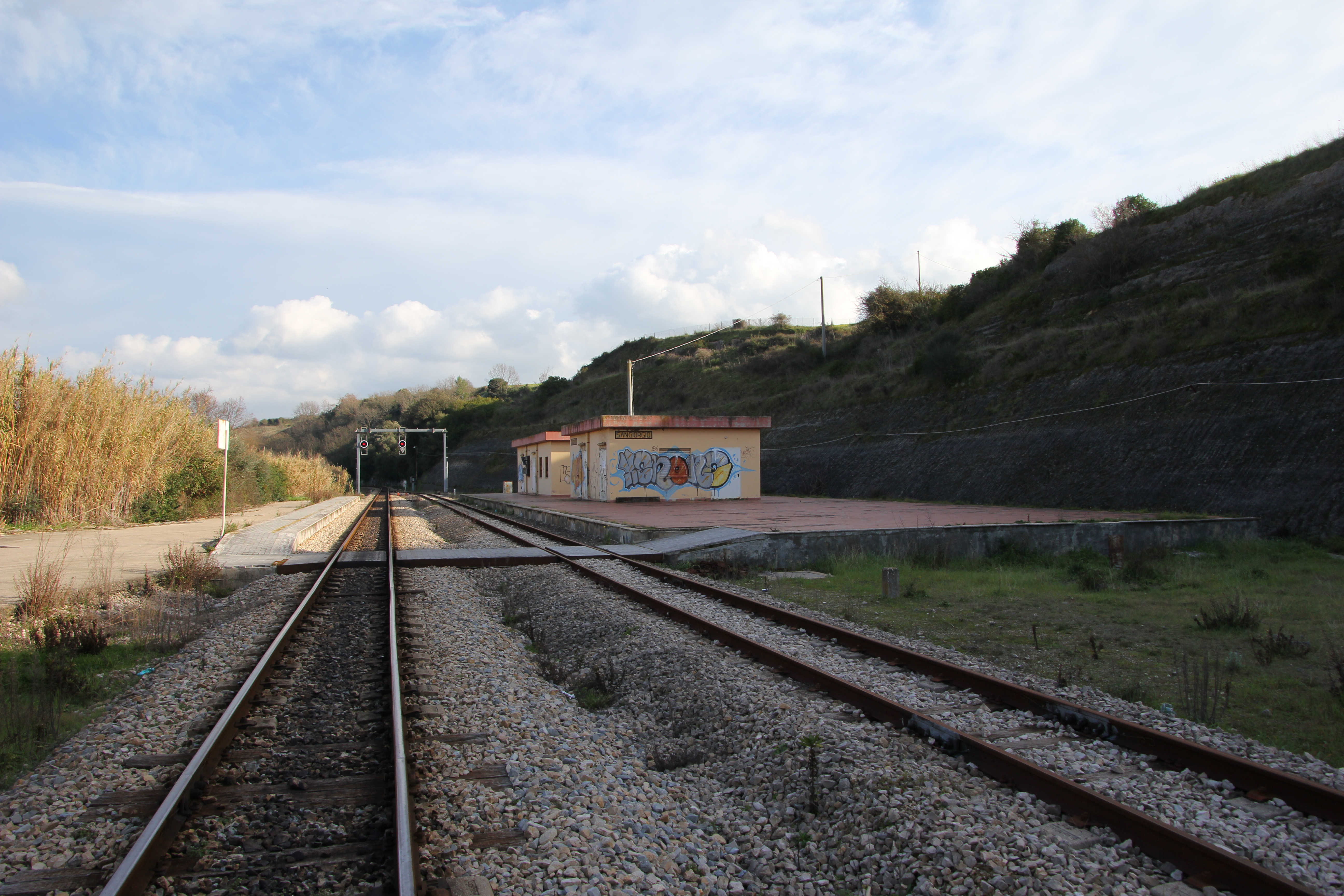
La stazione di San Giorgio, realizzata negli anni novanta

Il tratto successivo si sviluppa in una gola calcarea con un andamento piuttosto tortuoso, sebbene addolcito dalle varianti degli anni novanta; all'epoca della trazione a vapore in questa area si trovava anche una fermata in corrispondenza di un rifornitore idrico in cui veniva effettuato il servizio viaggiatori. Il tracciato procede lungo la valle del rio Mascari, incrociato più volte, giungendo alla stazione di San Giorgio nel territorio di Usini, realizzata per sostituire l'omonimo impianto poco distante isolato da una variante in viadotto, e come la precedente abilitata agli incroci tra convogli.

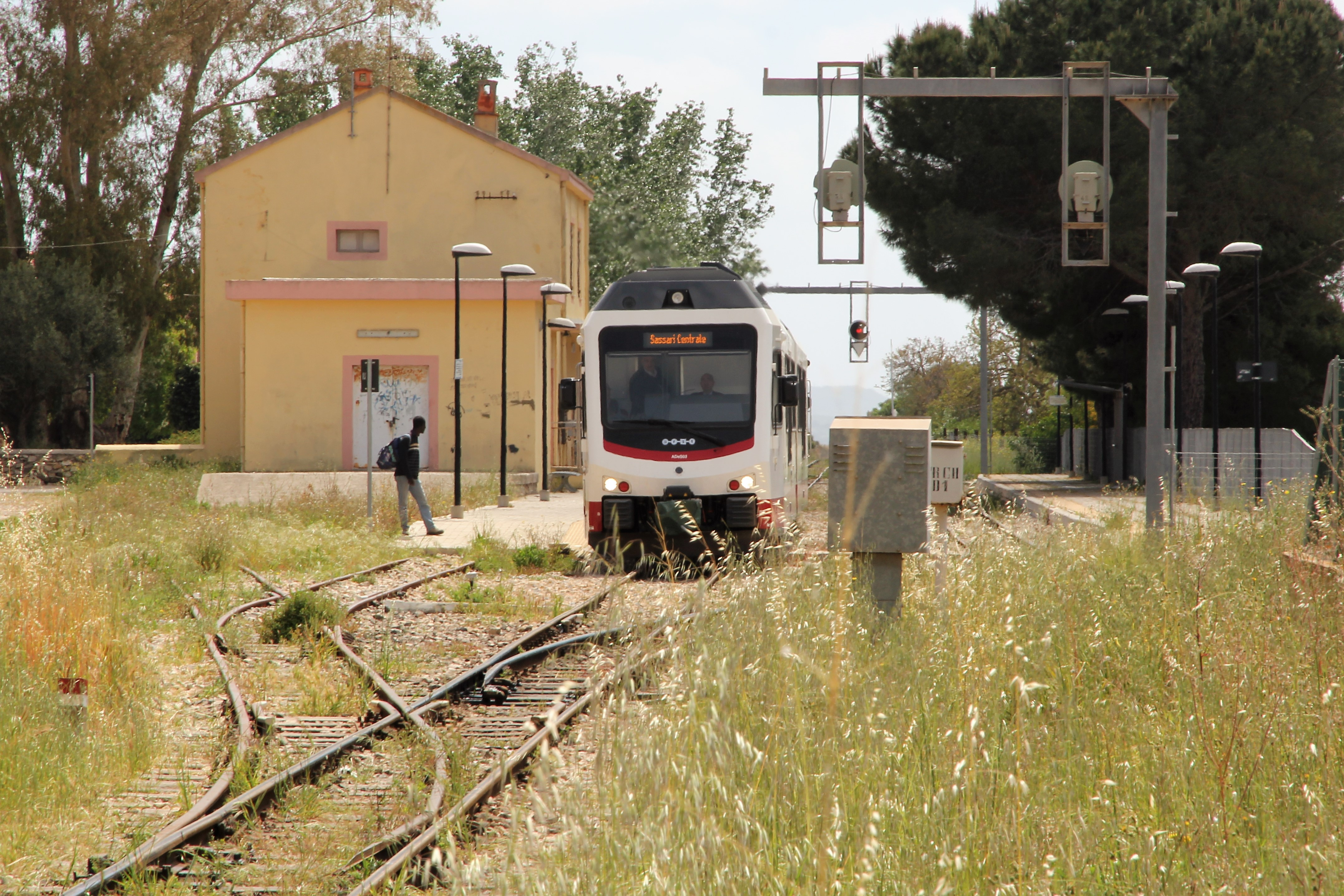
Stazione di Olmedo, l'unico nucleo urbano presente lungo il tracciato oltre alle città capolinea

Da San Giorgio alla successiva fermata di Arcone la linea intraprende una breve ascesa seguendo un percorso che è stato realizzato ex novo negli anni novanta con l'eliminazione di un tratto curvilineo; riprendendo da Arcone in direzione sud-ovest il tracciato, anche in questo caso reso meno tortuoso da alcune varianti, inizia la definitiva discesa verso il mare e procedendo lungo le campagne della Nurra raggiunge Olmedo, unico centro intermedio attraversato dai binari, la cui stazione rappresenta inoltre il terzo punto di incrocio per i treni lungo la ferrovia.

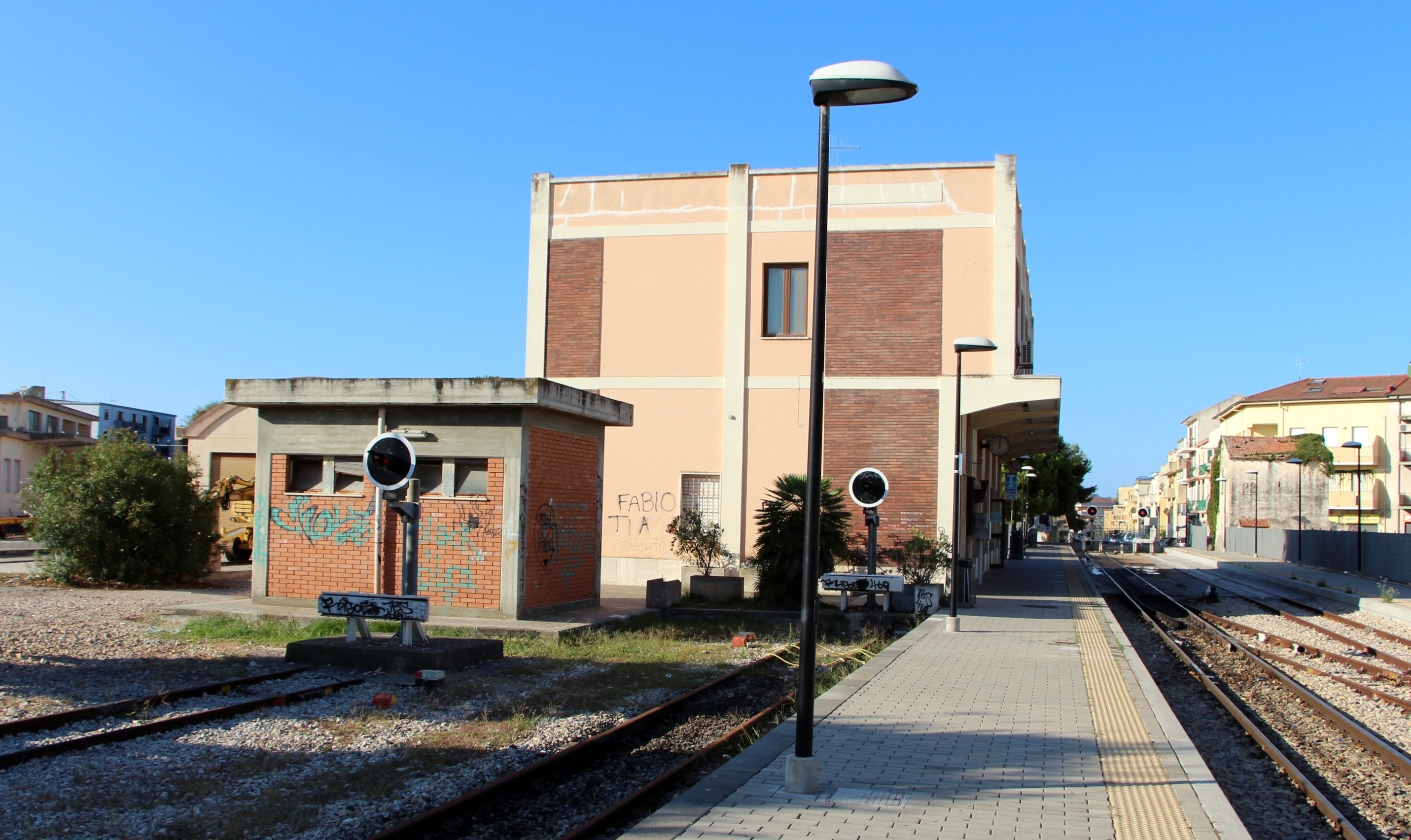
La stazione capolinea di Alghero, dal 1988 scalo terminale della ferrovia

Da qui si procede con andamento rettilineo verso Alghero seguendo il tracciato originale restando ad ovest del monte Doglia: entrando nel territorio comunale algherese la linea attraversa la fermata (ex stazione) di Mamuntanas, incrociando poi il rio Serra, il quale dava il nome ad una fermata attiva nei primi decenni di attività della ferrovia a poche centinaia di metri dal ponte sul torrente. Procedendo verso sud si raggiunge la fermata di Punta Moro, prima di imboccare due ampie curve che conducono nella città sarda di lingua catalana, dove nel quartiere della Pietraia è situato il capolinea di Alghero, in precedenza portante il nome di Sant'Agostino.
Sino al 1988 la linea da qui proseguiva seguendo il percorso della successiva via Castelsardo raggiungendo l'area del lido di San Giovanni, servito da una fermata, per poi immettersi nella via Garibaldi terminando dinanzi alla darsena, dove era edificata l'originaria stazione di Alghero, poi smantellata e tramutata in fermata nel 1981 e dismessa sette anni più tardi.

## Traffico

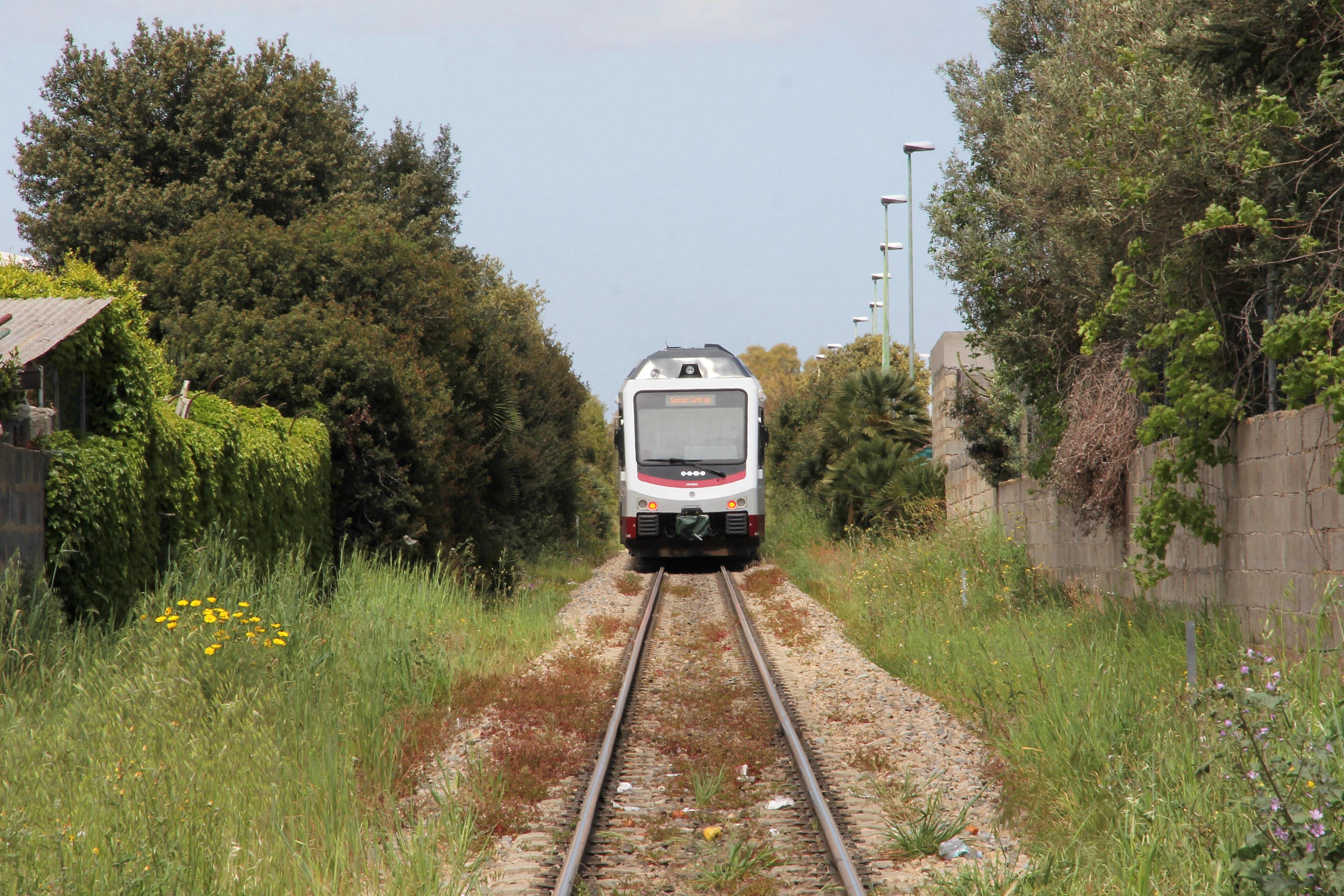
Convoglio Arst Ades nei pressi di Alghero

L'ARST dal 2010 è anche il gestore dei servizi ferroviari espletati lungo la linea. L'unica tipologia di relazioni commerciali che interessano la Sassari-Alghero è di tipo viaggiatori per quanto riguarda il trasporto pubblico locale; sino alla fine del Novecento era inoltre attivo regolarmente il servizio merci, poi dismesso nel corso della gestione FdS.
Con riferimento all'orario 2015 la linea è servita nei giorni feriali da dodici coppie di corse tra Sassari e Alghero (e viceversa), mentre nei festivi sono attive nove coppie di relazioni tra aprile e settembre, rimpiazzate da sei coppie di autocorse sostitutive nei restanti mesi dell'anno.